# Tjäkkokmassivet
Tjäkkokmassivet (även Tsähkkok) ligger i den sydvästra delen av Sareks nationalpark. Massivet omges av dalgångarna Sarvesvagge och Njåtjosvagge. Österut ligger högslätten Luottolako. Högsta punkten är 1946 meter. Passdalen Jeknavagge leder genom massivet från Sarvesvagge till Luottolako och Njåtjosvagge.

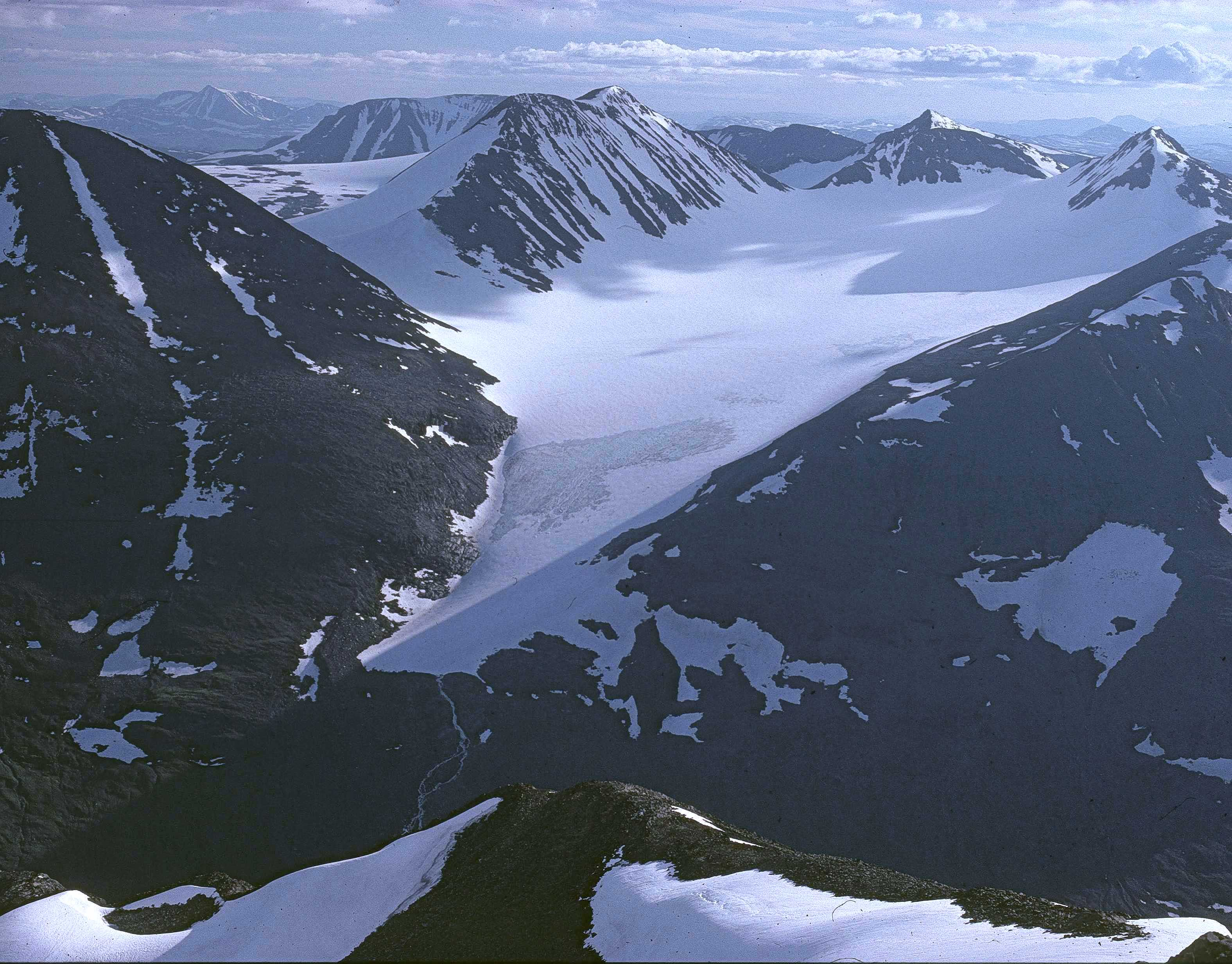
Tjäkkokmassivet från norr. Ryggåsberget, i bildens mitt, är den högsta punkten med 1946 meter
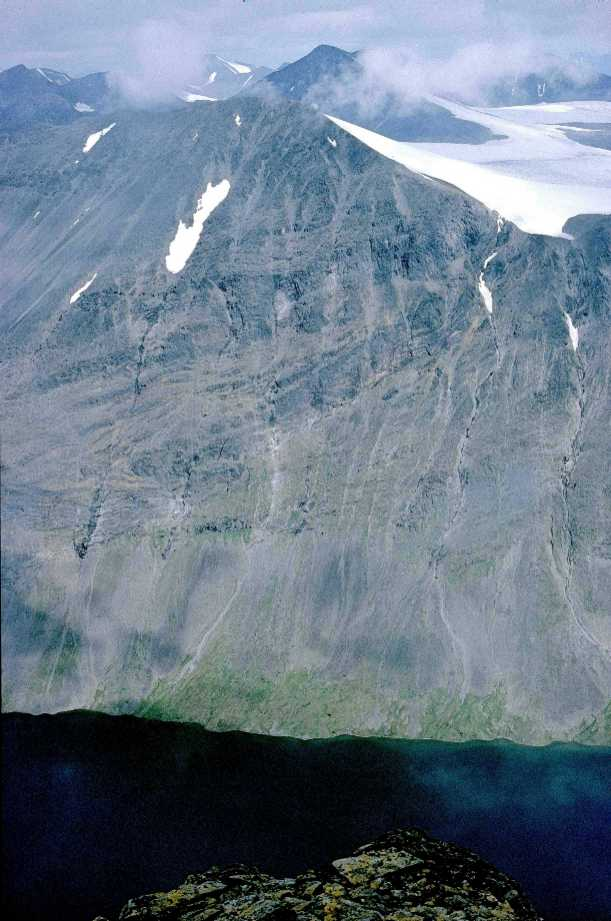
Del av Tjäkkokmassivet från söder